# HMS Bellona (1909)
L'HMS Bellona fu un esploratore della Royal Navy che operò nei primi anni dell'novecento, partecipando al primo conflitto mondiale.

## Servizio
L'HMS Bellona fu, insieme all'HMS Boadicea, una nave della classe Boadicea, composta da soli due incrociatori da ricognizione costruiti per la Royal Navy nel primo decennio del XX secolo. La nave servì come conduttore di flottiglia della 2ª Flottiglia Cacciatorpediniere dal suo completamento nel 1910 fino al 1913, quando fu trasferita al 1st Battle Squadron. La Bellona trascorse la maggior parte della prima guerra mondiale con la stessa squadra. Era presente, ma non combatté, nella battaglia dello Jutland, a metà del 1916. La nave fu convertita in posamine a metà del 1917 e fece quattro sortite prima della fine della guerra. La Bellona fu ridotta a riserva nel 1919 e venduta per essere demolita nel 1921.